# Щипавка північна
Щипавка північна, золотиста щипавка північна (Sabanejewia baltica) — риба родини в'юнові (Cobitidae).

## Розповсюдження
Ареал розірваний. Зустрічається у прісних водоймах басейнів Балтійського (верхів'я Вісли та Німана), Егейського (від Вардара на Заході до Мариці на Сході), Чорного (Дунай, Камчія), Азовського (Дон, Кубань), Каспійського та Аральського морів.

## Будова
Довжина до 13 см, зазвичай близько 6 — 8 см, вага 3 — 5 г. Глоткових зубів 8 — 14. Хребців 41 — 43. Поперечних рядів луски 170–200, луска дрібна. Вусики порівняно довгі. В хвостовому плавці 12 променів. Має великий підглазничний шип. За спинним та анальним плавцями є шкірястий гребінь. Забарвлення золотисте, на спині та по боках великі темні плями.

## Спосіб життя та розмноження
Тривалість життя 4 — 5 років. Заселяє різноманітні біотопи від річок зі швидкою течією та камянисто-піщаним ґрунтом до стоячих водойм з мулистим дном. Зустрічається на глибинах від 20 см до 1,5 м. Особини тримаються поодинці в придонних шарах води. Найбільш активна в вечірні та нічні години. Живиться планктоном, личинками комах, водоростями, червами.
Статевої зрілості досягає на 2 — 3 році життя при довжині 5 — 6 см. Характерний статевий диморфізм — самці мають здуття по боках тіла перед спинним плавцем. Нерест починається в травні-червні в місцях з повільною течією та водною рослинністю при температурі води 20°С. Нерест порційний. Ікра діаметром 1,1 — 1,2 мм. Плодючість самиць залежить від розміру і коливається від 270 до кількох тисяч ікринок. Личинки починають живитись на 6 добу, при довжині 3,1 — 4,2 мм. При довжині 1,5 — 2 см переходять до донного способу життя.

## Значення
Господарського значення не має. Є кормом для хижих видів риб, зокрема щуки. Використовується рибалками-аматорами як наживка для лову хижих риб.